# Stéphane Nonnenmacher
Stéphane Nonnenmacher (* 27. März 1972 in Caen) ist ein französischer Mathematiker und mathematischer Physiker, der sich mathematisch mit Quantenchaos, Dekohärenz und dem semiklassischen Grenzwert der Quantenmechanik befasst.

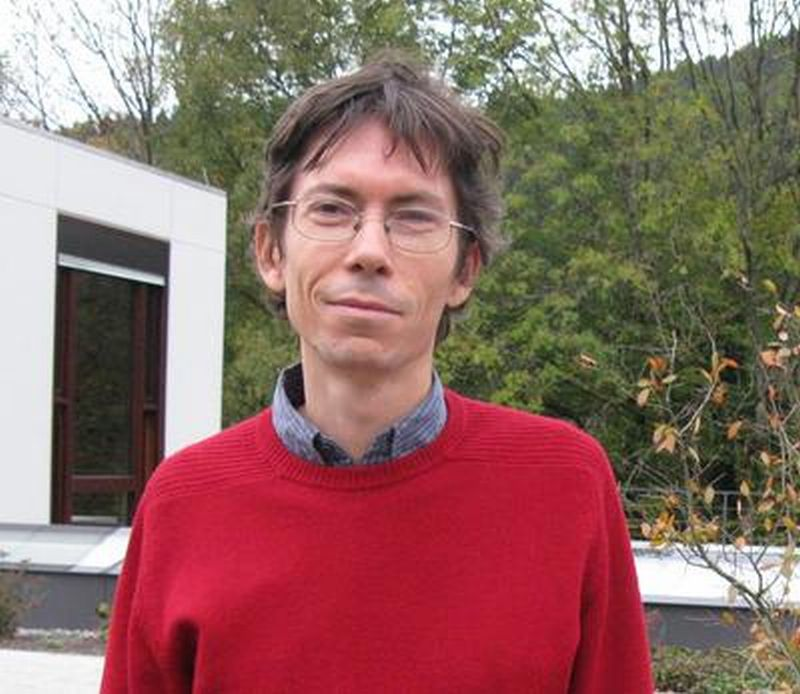
Stéphane Nonnenmacher, Oberwolfach 2011

Nonnenmacher besuchte die Schule in Tunis (bis 1989) und studierte 1991 bis 1995 theoretische Physik an der École normale supérieure, unter anderem bei Édouard Brézin. 1993 war er an der Brown University bei John M. Kosterlitz. Neben theoretischen Arbeiten arbeitete er bis zu seiner Dissertation auch experimentell (zum Beispiel an Atomuhren und Hochtemperatursupraleitern). Er wurde 1998 bei André Voros am Forschungszentrum in Saclay promoviert (Eigenstates of classically chaotic systems in phase space). Als Post-Doktorand war er 1998 bis 2000 an der Universität zu Köln bei Martin Zirnbauer. Er war 2001 bis 2015 am Institut für Theoretische Physik der CEA in Saclay. Seit 2015 ist er Professor für Mathematik an der Université Paris-Sud. Er ist Mit-Organisator des Claude-Itzykson-Seminars am IHES und eines Seminars über Spektralprobleme der Mathematischen Physik am Institut Henri Poincaré.
2010 war er am Institute for Advanced Study als Von Neumann Fellow. 2003 war er am MSRI.
Er organisierte Konferenzen und Sommerschulen über Quantenchaos unter anderem am Erwin-Schrödinger-Institut für Mathematische Physik in Wien, am CRM in Montreal und in Bordeaux.
Nonnenmacher ist Herausgeber von Nonlinearity.

## Schriften
- Herausgeber mit Bertrand Duplantier, Vincent Rivasseau Chaos, Poincaré Seminar 2010
- mit Nalini Anantharaman, Herbert Koch Entropy of Eigenfunctions, Proc. Internat. Congress Mathem. Physics 2006
- mit Anantharaman: Half-delocalization of eigenfunctions for the Laplacian on an Anosov manifold, Annales Inst. Fourier, Band 57, 2007, S. 2465–2523